# Gruda (tribù)
Gruda (montenegrino cirillico: Груда, albanese: Grudë) è una tribù albanese e una regione storica tribale nel sud-est del Montenegro, a nord del lago di Scutari, che comprende la cittadina di Tuzi, a Podgorica. È abitata da una maggioranza di etnia albanese.

## Etimologia
Il nome Gruda deriva dallo slavo, che significa "suolo, piota".

## Geografia
Gruda è una regione tribale albanese storica all'interno del Montenegro, lungo il confine montuoso con l'Albania, a est di Podgorica.
La regione tribale storica Gruda, come descritto da A. Jovićević (1923), comprende i seguenti insediamenti:
- Insediamenti sulla riva destra del Cijevna:
  - Dinoša / Dinoshë
  - Lovka / Llofkë
  - Pikalj / Pikalë
  - Prifti / Prift
  - Selišta / Selishtë
    - Gornja Selišta / Selishtë e Epërme
    - Donja Selišta / Selishtë e Poshtme

- Insediamenti sulla riva sinistra del Cijevna:
  - Gurec / Gurrec
  - Kaljaj
  - Krševo / Kshevë
  - Milješ / Milesh
    - Gornji Milješ / Mileshi i Epërm
    - Donji Milješ / Mileshi i Poshtëm

  - Paškala / Passhkallë
  - Vuljevići / Vulaj
    - Gornji Vuljevići / Vulaj i Epërm

Nella parte occidentale di Gruda si trova la piccola catena montuosa di Deçiq / Dušići, così come il fiume, che attraversa Gruda, separandosi dal villaggio di Suka, oltre a costituire il confine tra le terre della tribù Gruda e quelli di Kuči. Deçiq e Suka sono le più grandi montagne di Gruda.

## Storia
Il nome è stato registrato per la prima volta nel 1648 come Grudi. La tribù di Gruda ha giocato un ruolo nella resistenza agli Ottomani nella zona. Le montagne a nord-est di Tuzi sono ricordate come il luogo di una grande rivolta albanese del 1911 contro i turchi, che è stato tra i primi passi significativi verso l'indipendenza albanese e probabilmente il momento più distintivo della resistenza albanese settentrionale.
Gruda era un centro conteso tra Impero ottomano e Montenegro durante il 1880. Durante le negoziazioni di confine, l'Italia suggerì all'Impero ottomano di dare al Montenegro il distretto di Tuzi che conteneva principalmente popolazioni di Gruda e Hoti, il che avrebbe lasciato le tribù divise tra i due Paesi.
Secondo il barone Franz Nopcsa, Gruda era una tribù prevalentemente cattolica con una popolazione di circa 7.000 nel 1907.
Le montagne a nord-est di Tuzi sono ricordate come il sito di una grande rivolta contro gli ottomani nel 1911. Nel 1911, sotto la guida di Sokol Baci Ivezaj, guerriglieri albanesi hanno lanciato un importante attacco contro una posizione strategica del Monte Deçiq. Il gruppo si dice che abbia perso circa ottanta vittime, ma alla fine prevalse, e piantarono la bandiera albanese alla cresta della collina (la prima volta la bandiera era stata sollevata nel paese dal 1469). Nel 1913, le grandi potenze alla conferenza di Londra assegnarono Gruda e Hoti al Montenegro, dividendoli così dal resto dell'Albania.
La città di Tuzi si trova nella parte orientale di Gruda. Ha 3.789 abitanti, più di 2.000 sono albanesi, che lo rende, secondo il censimento del 2003, la più pesante concentrazione di etnia albanese in Malësia.

## Antropologia

### Origini
La tribù di Gruda è divisa in due famiglie principali: Vuksangelaj/Vuksangeljići e Berishaj/Berišići.

### Vuksangelaj/Vuksangeljići
Secondo Andrija Jovićević, esistono diverse versioni sulle origini della famiglia Vuksangelaj, delle quali ne fornisce tre:
- Il primo racconto descrive il fondatore dei Vuksangelaj: Vuksan Gelaj, emigrato a Gruda da un villaggio chiamato Suma vicino a Scutari. Vuksan aveva tre figli: Iveza, Nik e Vuc, dai quali discendono gli Ivezaj/Ivezić, Nikaj/Nikovići e Vucoki.

- Il secondo racconto descrive il fondatore dei Vuksangelaj come Grud Suma, emigrato dal villaggio di Suma, vicino Pult. Grud Suma inizialmente si stabilì a Geljina Skala, vicino Pikalj. Grud aveva tre figli - Gjon, Ban e Jun. 
  - Gjon Gruda ebbe un figlio, Gel Gjona. Gel Gjona ebbe due figli: Vuksan Gela e Vuçin Gela. Vuksan Gela ebbe quattro figli: Iveza, Nogza, Nik e Vuc, dai quali discendono i Ivezaj/Ivezić, Sinishtaj/Siništovići, Nikaj/Nikovići e Vucoki. Vuçin Gela ebbe un figlio, dal quale discendono i Vuçinaj/Vučinići. Diversi membri della famiglia Vuçinaj poi emigrarono a Nikšić.
  - Da Ban Gruda discende la famiglia Lulgjuraj / Ljuljđurovići.
  - Da Jun Gruda discende la famiglia Vulaj / Vuljević.

- Il terzo racconto descrive il fondatore dei Vuksangelaj come Gjon Suma. Gjon Suma, fuggito dal villaggio di Suma a causa di un omicidio precedente (vendetta di sangue), si stabilì a Geljina Skala. Gjon Suma ebbe tre figli: Gel, Pal e Sokol. Gel rimase a Geljina Skala,. Pal si trasferì a Bregviza vicino a Cijevna, e poi a Lovka. Sokol emigrò a Scutari, dove si convertì all'Islam. Da Sokol discendono i Sokolli/Sokolovići di Scutari. Gel Suma ebbe due figli: Vuksan Gela e Vuçin Gela. Vuksan Gela ebbe quattro figli: Iveza, Dok, Nik e Vuk, da cui discendono gli Ivezaj/Ivezić, Gjolaj/Đoljevići, Nikaj/Nikovići e Sinishtaj/Siništovići. Da Vuçin Gela discendono i Vuçinaj/Vučinići.

#### Berishaj/Berišići
La famiglia Berishaj discende da un individuo di nome Priftaj. Priftaj era originario di Shalë che emigrato a Gruda, andò a vivere in un villaggio che ora porta il suo nome: Prifti. Dopo l'arrivo in Prifti, ha interagito con numerosi abitanti nativi della famiglia Tihomir. Priftaj era cattolico, mentre i Tihomiri erano ortodossi. La famiglia Tihomir successivamente si trasferì a Orahovo in Kuči, lasciando la famiglia Berishaj come gli unici abitanti del villaggio.

### Famiglie
Le famiglie della tribù Gruda sono:
- Beqaj (Bećovići)
- Berishaj (Berišaj, Berišići)
- Bojaj (Bojovići)
- Dukaj
- Gjokaj (Đokaj, Đokovići)
- Gjolaj (Đoljaj, Đol(j)evići)
- Hakshabanaj (Akšabanovići)
- Ivezaj (Ivezići)
  - Grimaj (Grimović) - discendente di Grim Deda Ivezaj
  - Pepaj (Pepići) - discendente da Pep Gjona Ivezaj
- Gilaj (Giljaj, Giljići)
- Hakaj
- Haxhaj (Adžovići)
- Kalaj (Kaljevići)
  - Sukaj (Sukovići)
- Kajoshaj (Kajoševići)
- Kërnaj (Krnići)
- Lulanaj (Ljuljanaj, Ljuljanovići)
- Lulgjuraj (Ljuljđuraj, Ljuljđurovići)
  - Fërluçkaj (Frljučkići)
  - Krkanaj (Krkanović)
  - Pecaj (Pecevići)

- Neziraj
- Nikaj (Nikovići)
  - Lekaj (Lekići)
- Sinishtaj (Siništaj, Siništovići; fra cui Nokë Sinishtaj, 1944, religioso e poeta)
- Stanaj (Stanović) -  imparentata con Vulaj/Vuljevići
- Vuçinaj (Vučinići)
- Vulaj (Vuljaj, Vuljevići) - imparentata con Stanaj/Stanovići

### Religione
Gruda inizialmente era principalmente cattolica. A causa della presenza turca ottomana, molte famiglie si convertirono all'Islam. Mentre i cattolici costituiscono una maggioranza nella maggior parte degli insediamenti in Gruda, i musulmani costituiscono la maggioranza in Adžovići, Dinoša e Milješ.
La Chiesa Gruda (Kisha e Grudës), costruita nel 1528, dedicata a San Michele, si trova nel villaggio di Prifti ed è un punto di riferimento della culturale albanese.